# Pomnik konny św. Stefana w Budapeszcie
Pomnik konny św. Stefana w Budapeszcie – pomnik konny króla Węgier, św. Stefana I, zlokalizowany w Budapeszcie pomiędzy Kościołem Macieja, a Basztą Rybacką na Placu Świętej Trójcy (węg. Szentháromság tér), znajdującym się w dzielnicy I – Dzielnicy Zamkowej w obrębie Budy.

Projektowanie pomnika rozpoczęto w 1898, a model przedstawiono jury 22 października 1901. Czterometrową statuę z brązu ustawiono 8 listopada 1905, a odsłonięcie odbyło się 21 maja 1906. Obiekt stanowił hołd złożony królowi, który przyjmując chrześcijaństwo wprowadził Węgry w orbitę cywilizacji europejskiej. 

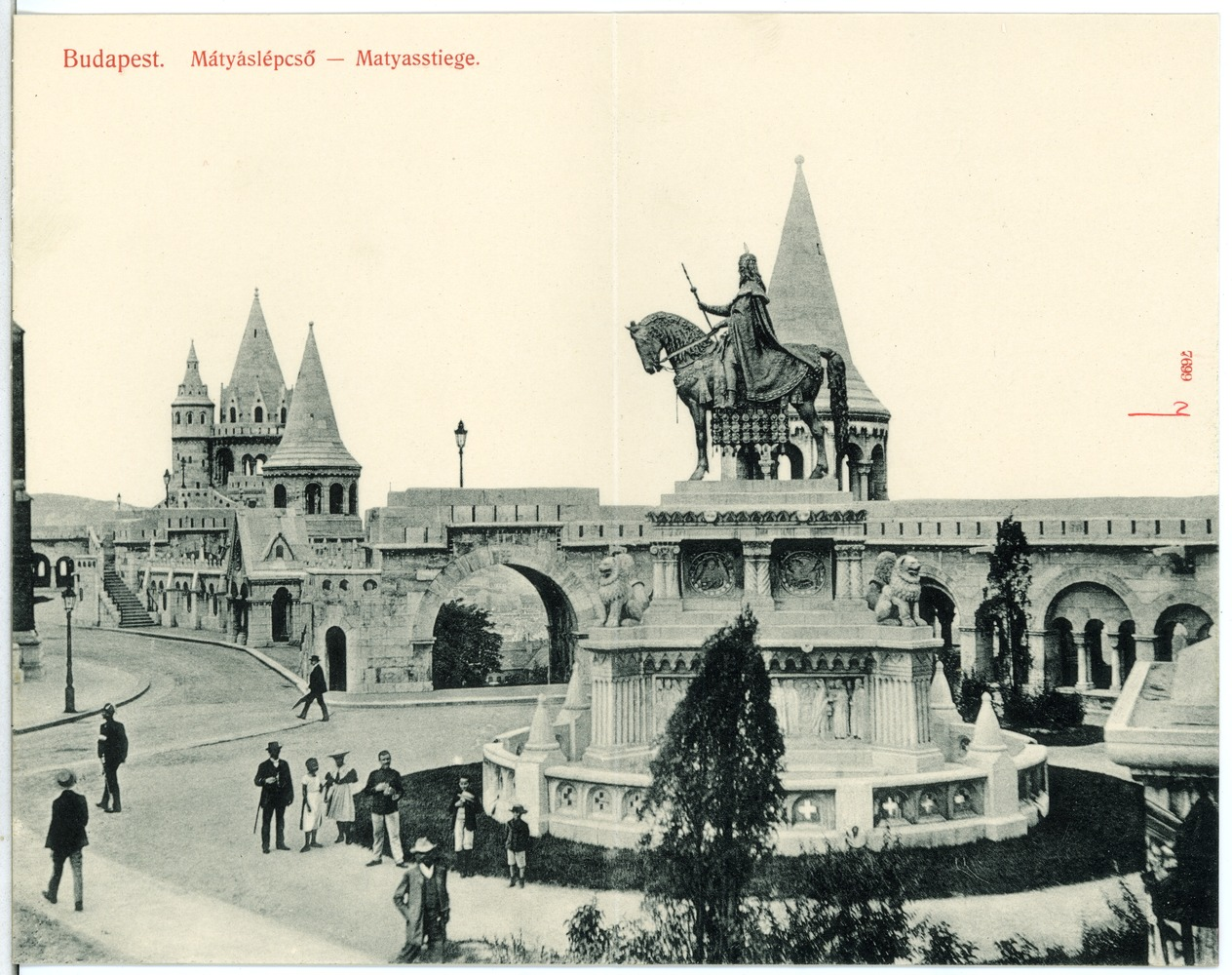
Widok historyczny z Basztą Rybacką

Obiekt został zaprojektowany przez Alajosa Stróbla we współpracy z autorem baszty i kościoła, Frigyesem Schulkiem. Dwubryłowy, kamienny cokół ma 540 cm wysokości. Na niższej bryle z czterech stron umieszczono płaskorzeźby obrazujące ważne wydarzenia związane z życiem i działalnością św. Stefana (m.in. spotkanie z Gerardem Sagredo, czy koronację). Pośród wyrzeźbionych postaci rozpoznać można pisarza Zsigmonda Justha, arcybiskupa Jánosa Simora, malarza Róberta Nádlera, pianistę Ferenca Liszta, historyka Kálmána Thaly’a, architektów Alajosa Hauszmanna, Lajosa Rauschera i Ignáca Alpára, premiera Sándora Wekerlego, a także rzeźbiarza Jánosa Fadrusza. Modląca się starsza kobieta to matka autora monumentu, a siedząca obok niej młoda piękność ma cechy królowej Elżbiety Bawarskiej. Oprócz tego uwieczniono żonę i siostrę Stróbla. Jedna z płaskorzeźb przedstawia fundację Kościoła Macieja. Widać nań m.in. architektów Frigyesa Schulka i Lajosa Rauschera, malarza Károlego Lotza, samego Alajosa Stróbla i opata Vilmosa Kurtza. Na najdłuższej płaskorzeźbie przedstawiono hołd złożony przez Karla Luegera, burmistrza Wiednia Świętemu Stefanowi, który ongiś zdobył stolicę Austrii. W górnej części cokołu posadowiono symbole czterech ewangelistów, płaskorzeźbę Baranka Bożego i podwójny krzyż w złoconym medalionie.
Pomnikowa postać Świętego Stefana wykonana z brązu emanuje dostojnością i spokojem, charakteryzując się nieco archaizującą formą. Ozdobne motywy stroju i wyposażenia konnego pochodzą z okresu podbojów czynionych przez króla. Posąg został odnowiony w 1997.